# Janina Makowska
Janina Bronisława Makowska (ur. 9 grudnia 1923 w Łomży, zm. 22 lipca 2020 tamże) – polska lekarka (pediatra), poseł na Sejm PRL VI kadencji.

## Życiorys
Córka Aleksandra i Józefy, jej rodzina powróciła do Łomży po pobycie na Uralu. Uzyskała wykształcenie wyższe na Akademii Medycznej w Białymstoku. Od stycznia 1956 była pediatrą w Przychodni Obwodowej i Szpitalu Powiatowym w Łomży] Później objęła stanowisko zastępcy ordynatora Oddziału Dziecięcego w tej placówce. W październiku 1965 uzyskała specjalizację II stopnia z pediatrii. W Łomży pracowała do emerytury.
W latach 1961–1969 zasiadała w Powiatowej Radzie Narodowej. W 1972 uzyskała mandat posła na Sejm PRL w okręgu Łomża. Zasiadała w Komisji Drobnej Wytwórczości, Spółdzielczości Pracy i Rzemiosła oraz w Komisji Zdrowia i Kultury Fizycznej. W 1976 zakończyła się jej kadencja poselska, natomiast została radną Wojewódzkiej Rady Narodowej.

## Odznaczenia
- Odznaka 1000-lecia Państwa Polskiego